# تورمی
تورمی (به لاتین: Turmaye) یک منطقهٔ مسکونی در بورکینافاسو است که در Est Region (Burkina Faso) واقع شده‌است.

## خصوصیات
تورمی ۱٬۱۹۷ نفر جمعیت دارد.